# Anomis combinans
Anomis combinans är en fjärilsart som beskrevs av Walker 1857. Anomis combinans ingår i släktet Anomis och familjen nattflyn. Inga underarter finns listade i Catalogue of Life.